# Hans von Königsmarck

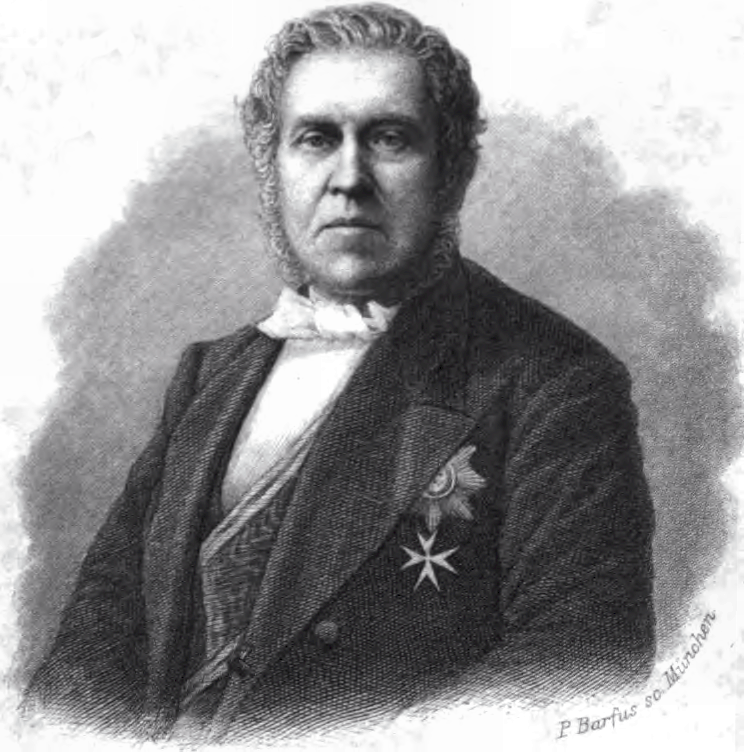
Hans Karl Albrecht Graf von Königsmarck um 1850

Hans Karl Albrecht Graf von Königsmarck (* 15. September 1799; † 11. April 1876) war Gutsbesitzer, Gesandter in Konstantinopel und Mitglied des Preußischen Herrenhauses.

## Leben
Der preußische Kämmerer und Wirkliche Geheime Rat war Besitzer des 1. Majorats, Erbhofmeister in der Kurmark Brandenburg, Oberküchenmeister und Rechtsritter des Johanniterordens. Von 1834 bis 1842 war er preußischer Gesandter an der Hohen Pforte akkreditiert und in den 1850er Jahren im gleichen Dienst in den Niederlanden. Nach dem Tod seines Vaters Hans Valentin Graf von Königsmarck 1849 wurde er Erbhofmeister der Kurmark Brandenburg, Erbküchenmeister und Herr auf Schloss Plaue. 1855 wurde er auf Präsentation der Familie von Königsmarck Mitglied des Preußischen Herrenhauses, dem er bis zu seinem Lebensende angehörte.
Nach Theodor Fontane interessierte sich Graf Königsmarck auch sehr für Dendrologie und gab hierzu Empfehlungen an die Gutsnachbarschaft von Netzeband, seinem mecklenburgischen Nebengut, hier u. a. an Alexander Gentz.

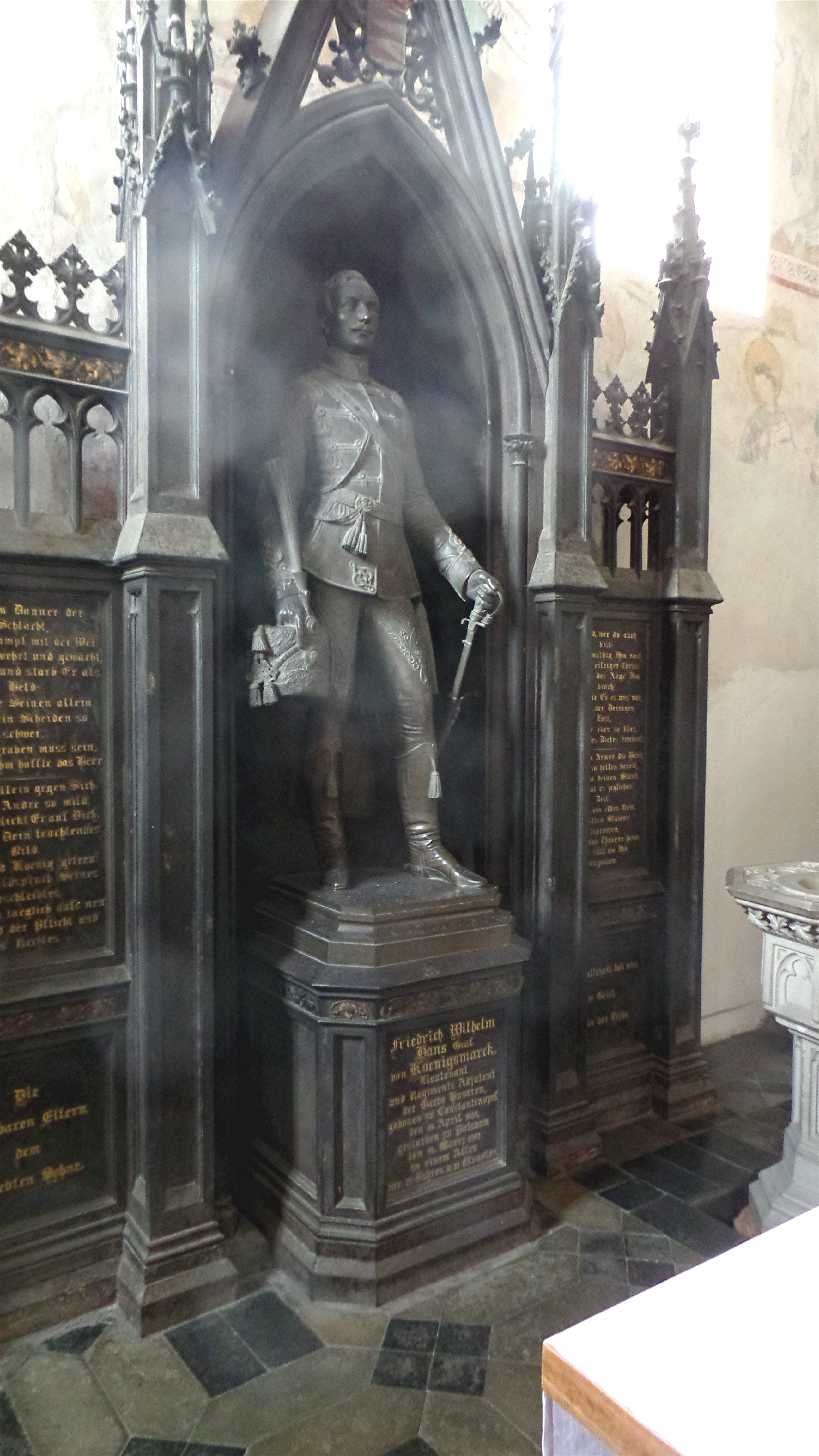
Bronzestatue seines ältesten Sohnes: Friedrich Wilhelm Hans von Königsmarck (Lieutnant und Regiments Adjutant der Garde-Husaren. Geboren zu Constantinopel den 19. April 1839, gestorben Potsdam den 31. März 1861). in der Pfarrkirche Plaue

## Familie
Er war der Sohn von Hans Ferdinand Valentin von Königsmarck (* 7. Juni 1773; † 26. November 1849), u. a. Fideikommissherr in Netzeband, und Henriette von Struensee (1779–1832). Sie war die Tochter des Finanzministers Carl August von Struensee. Er war seit dem 24. Mai 1837 mit Jenny von Bülow (1811–1894) verheiratet. Das Paar hatte drei Kinder:
- Hans Adolph Friedrich Wilhelm (* 19. April 1838; † 31. März 1861), Leutnant und Regiments-Adjutant Garde-Husaren-Regiment[6]
- Karl Hans Konstantin (* 17. Mai 1839; † 1. April 1910)
 ⚭ Leontine von Sayn-Wittgenstein-Sayn (* 3. Juni 1843: † 10. Dezember 1924)
 ⚭ Paula von Geißler (* 8. Januar 1869; † 23. März 1946), Tochter der Hedwig von Selchow und des Generalleutnants z. D. Heinrich von Geißler
- Louise Elisabeth Maria (* 30. Oktober 1842) ⚭ 1865 Friedrich von Katte († 29. Juli 1874), Legationsrat